# Georg V av Imereti
Georg V av Imereti, död efter 1698, var en georgisk monark. Han var kung i kungariket Imereti mellan 1696 och 1698.